# DeForest Kelley
Jackson DeForest Kelley (ur. 20 stycznia 1920 w Atlancie, Georgia, USA, zm. 11 czerwca 1999 w Woodland Hills, Kalifornia) – amerykański aktor, występował w roli Leonarda McCoy w serialach Star Trek: Seria oryginalna, Star Trek: Seria animowana oraz sześciu filmach serii Star Trek.
W czasie II wojny światowej służył w Army Air Forces. W młodości pragnął zostać lekarzem, co niejako osiągnął dzięki roli McCoya.